# Dania na Zimowych Igrzyskach Paraolimpijskich 2010
Reprezentacja Danii na Zimowe Igrzyska Paraolimpijskie 2010 liczyła dwie reprezentantki.

## Kadra

### Biegi narciarskie

#### Kobiety
- Anne-Mette Bredahl[a] - osoby niewidome - przewodnik Monica Berglund
- Marianne Maibøll - osoby na wózkach

### Biathlon

#### Kobiety
- Anne-Mette Bredahl[a] - osoby niewidome - przewodnik Monica Berglund